# Stagger Lee
Stagger Lee, (ibland Stack-a-lee, Stagolee, Stack O'Lee eller Stacker Lee), Roud 4183, är en fiktiv person som har frodats bland afroamerikaner sedan 1900-talets sekelskifte då det började sjungas folksånger om honom. Legenden berättar att Stagger Lee, som sägs vara en lång, snygg och mörkhyad man förlorade sin Stetsonhatt i ett parti kortspel mot Billy Lyons. Lyons anklagade Lee för att ha fuskat, varpå Lee drog sin revolver och sköt Lyons till döds, trots att Lyons knäböjande bad om nåd för sin frus och två barns skull. Berättelsen varierar ändå mellan olika versioner av sånger, där Stagger Lee i vissa sånger framställs som en seriemördare medan han i andra behandlas som en bråkstake
Stagger Lee är troligen baserad på en verklig person 'Stag' Lee Sheldon som blev dömd för mord på Billy Lyons i St Louis, Missouri 1895. 
THE ST. LOUIS GLOBE DEMOCRAT, 1895: William Lyons, 25, a levee hand, was shot in the abdomen yesterday evening at 10 o'clock in the saloon of Bill Curtis, at Eleventh and Morgan Streets, by Lee Sheldon, a carriage driver. Lyons and Sheldon were friends and were talking together. Both parties, it seems, had been drinking and were feeling in exuberant spirits. The discussion drifted to politics, and an argument was started, the conclusion of which was that Lyons snatched Sheldon's hat from his head. The latter indignantly demanded its return. Lyons refused, and Sheldon withdrew his revolver and shot Lyons in the abdomen. When his victim fell to the floor Sheldon took his hat from the hand of the wounded man and coolly walked away. He was subsequently arrested and locked up at the Chestnut Street Station. Lyons was taken to the Dispensary, where his wounds were pronounced serious.  Lee Sheldon is also known as 'Stag' Lee
År 1928 spelade Mississippi John Hurt in en grammofonskiva med Balladen om StagoLee. År 1959 utkom Lloyd Price med en rockversion, som blev den första rocklåt att bli nr 1 i USA   samt nådde 7:e plats på englandstoppen. Därmed fick den kallas för "originalet". Senare har artister som Wilbert Harrison, Nick Cave, Muddy Waters, Johnny Cash, Taj Mahal (musiker), Bob Dylan, Wilson Pickett (1967), Dr. John, The Clash, John Lee Hooker, Tommy Roe (1969), Ike and Tina Turner och Sarp Yilmaz tolkat sånger där legenden om Stagger Lee återberättas.